# 第704放射線・化学・生物防護連隊 (ウクライナ支援軍)
第704放射線・化学・生物防護連隊（だい704ほうしゃせん・かがく・せいぶつぼうごれんたい、ウクライナ語: 704-й полк радіаційного, хімічного, біологічного захисту）は、ウクライナ支援軍の放射線・化学・生物防護部隊である。リヴィウ州のサンビルに駐屯している。

## 歴史
ソビエト連邦の崩壊に伴うウクライナ独立後の1992年1月20日、ソビエト連邦軍沿カルパチア軍管区隷下の第22化学防護旅団を基幹に創設された。
2007年7月、リヴィウ鉄道のオジディウ-クラスネ線で発生した事故（黄リン輸送タンク15両の脱線事故）の後処理任務に従事した。
2013年、ウクライナ軍の再編に伴い、部隊の解散が始まった。軍事資産（車両、ガレージ、格納庫）は売却され、隊員は解雇または他部隊へ転属した。2013年12月には、BTR-80装甲兵員輸送車を基盤とした化学偵察車両CRM-4の最後の20両がクリミアに送られた。この部隊には当初約50両のCRM-4があった。

## ロシア・ウクライナ戦争
2014年に始まったロシア・ウクライナ戦争では、連隊の隊員が自動小銃や工兵シャベルを手に、ウクライナの領土保全を守る任務に従事した。
2015年6月には、第704放射線・化学・生物防護連隊の創設60周年が祝われた。
2017年時点では、連隊は「戦闘部隊」とは見なされておらず、主に第二・第三防衛線での作戦に参加している。

## 編制
連隊の編制は以下のとおりとなる。
- 連隊本部
- 火炎放射器大隊

## 損失
対テロ作戦地域での戦闘における連隊の損失：
- 2014年7月11日、ゼレノピリャ近郊での砲撃により、兵士ヴォヴク・ヴァシル・ヤロスラヴォヴィチが死亡。
- 2019年1月1日、軍曹ヴォイトヴィチ・オレフ・ステパノヴィチが死亡。